# Dionísio
Pour le footballeur brésilien, voir Dionísio (football).
Dionísio est une municipalité brésilienne de l'État du Minas Gerais et la Microrégion d'Ipatinga.